# A rosa desfolhada
'Rosa desfolhada (in portoghese: La rosa spogliata) è una canzone composta da Toquinho e Vinícius de Moraes, fu incisa per la prima volta nel 1971 e incluso nell'album Toquinho & Vinícius. 
Nel 1974 Ornella Vanoni realizzò una versione in italiano del brano, intitolata La rosa spogliata con testo di Sergio Bardotti pubblicata nell'album La voglia la pazzia l'incoscienza l'allegria neò 1976.

## Descrizione e significato
Il testo di Vinicius de Moraes è malinconico, e descrive una riflessione sul dolore e la disillusione di un amore finito. 
Il protagonista nel silenzio cerca di ricomporre l'amore, la passione immensa appena finiti. 
L’agonia del fatto compiuto, cioè della separazione definitiva, è un duro colpo che rende il protagonista impotente di fronte alla situazione.
La rosa è rimasta sul pavimento senza petali.